# 卡曼 K-225
Kaman K-225是一款由卡曼飛機公司研製的實驗直升機。 其改款K-5為世界上第一架由燃氣渦輪機驅動的直升機。

## 發展
K-125是查爾斯·卡曼的第一架直升機，它採用了嚙合旋翼和卡曼獲得專利的伺服襟翼穩定性控制。K-125於1947年1月15日首飛。
K-190和K-225是K-125的改良版本，分別於1949年4月和7月首飛。美國海軍和美國海岸警衛隊分別購買了兩架和1架'K-225。而美國空軍則購買一架K-225用於評估，編號為YH-22。
1951年12月，配備波音 T50渦輪軸發動機的改裝K-225成為第一架燃氣渦輪動力直升機。這架飛機現在展示於華盛頓特區的史密森尼學會。
現存一架K-225保存在康乃狄克州溫莎洛克斯的新英格蘭航空博物館。
1953年，土耳其陸軍購買了一架卡曼K-225，並為該陸軍之第一架直升機。

## 型號
K-125原型機，裝配Lycoming O-390-3發動機、模壓膠合板機身和氣泡座艙蓋。
K-190原型機的改進款，升級了新的發動機
K-190A開放式的3座版本，裝配Lycoming O-435-C發動機

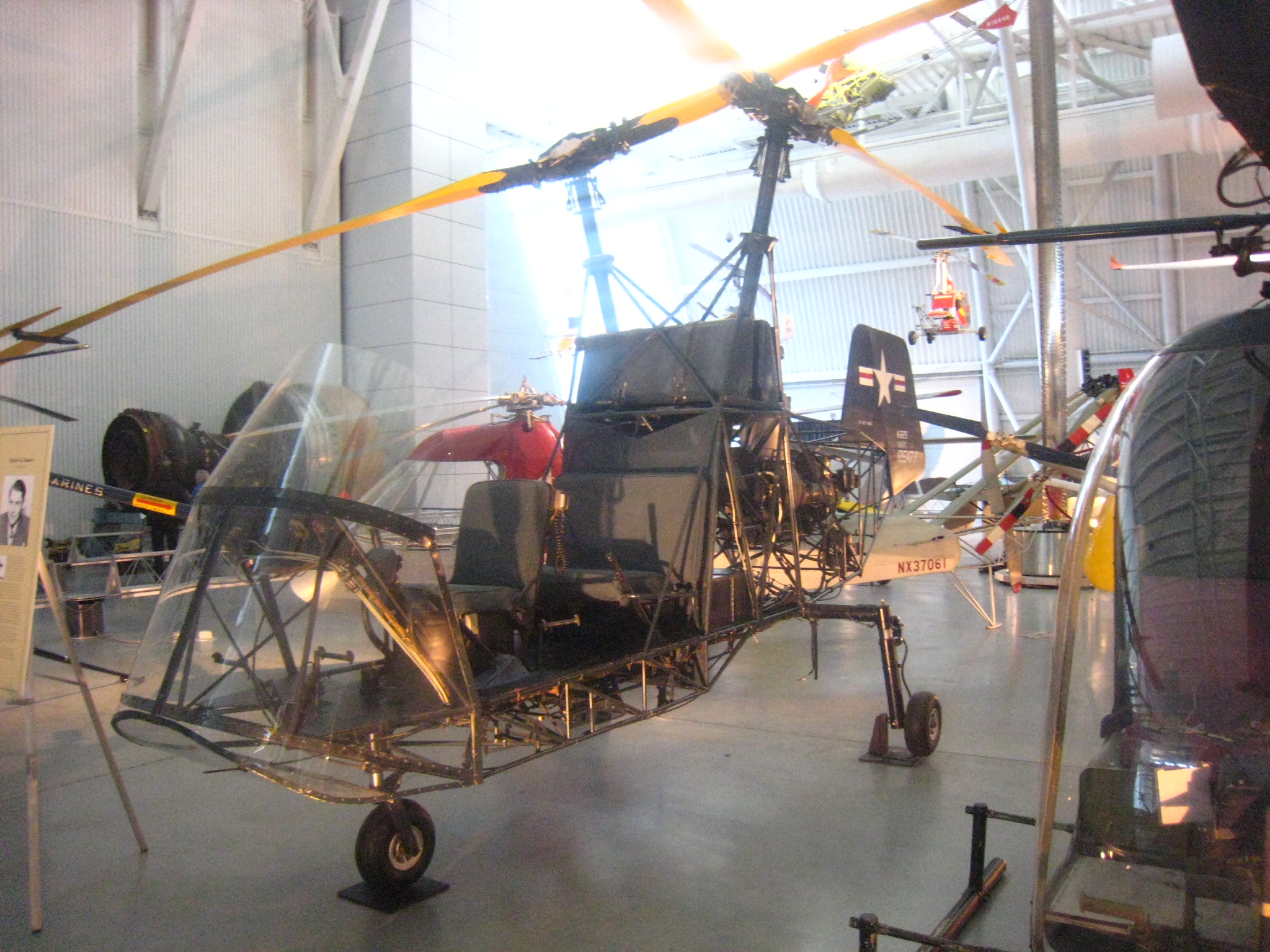

K-190B4座版本
K-225改進版，裝配1具{{link-en|Lycoming O-435-A2|Lycoming O-435]]發動機
K-5裝配波音 T50-BO-2 model 502發動機的K-225
YH-22美國空軍用於測試的K-225，共1架

### 註記

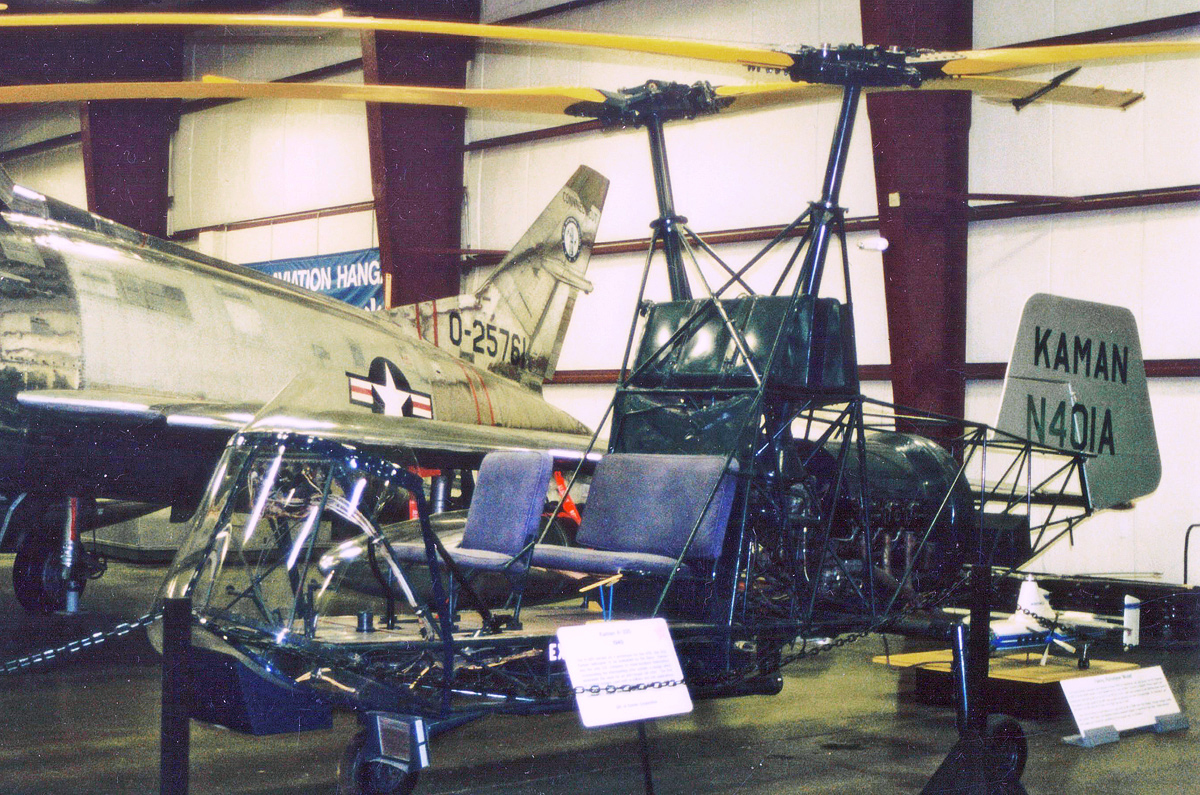
康乃狄克州溫莎洛克斯的新英格蘭航空博物館展出的K-225

1. ↑  "Hall of Fame/Inventor Profile: Charles Kaman"
2. ↑  Boeing Model 502 Gas Turbine Engine 的存檔，存档日期2011-06-22.
3. ↑  .   [2023-11-09]. （原始内容存档于2019-10-23）.
4. 1 2  Federal Aviation Administration.  (PDF). faa.gov. September 26, 1950  [September 2, 2022]. （原始内容存档 (PDF)于April 19, 2021）.

### 書籍
- . National Inventors Hall of Fame.   [2009-01-27]. （原始内容存档于2009-01-06）.